# Phakellia stelliderma
Phakellia stelliderma är en svampdjursart som beskrevs av Claude Lévi 1989. Phakellia stelliderma ingår i släktet Phakellia och familjen Axinellidae.
Artens utbredningsområde är havet kring Filippinerna. Inga underarter finns listade i Catalogue of Life.